# Centrale de Tunghsiao
La centrale de Tunghsiao est une centrale thermique alimentée au gaz naturel située à Taïwan.